# Scherzone
Eine Scherzone ist eine bedeutende tektonische Unstetigkeitsfläche der Erdkruste und des Oberen Mantels. Ihre Entstehung lässt sich auf einen nicht homogenen Verformungsprozess zurückführen, dessen Energie auf ebene oder leicht gebogene Störungsflächen konzentriert wird. Dazwischenliegende Krustenbereiche bleiben von größeren Verformungen relativ unberührt. Aufgrund von Scherbewegungen des umgebenden rigideren Mediums kann in Scherzonen eine rotationelle, nicht-koaxiale Komponente induziert werden. Da diese Unstetigkeitsflächen gewöhnlich verschiedene Tiefenbereiche durchziehen, erzeugen sie ein breites Spektrum unterschiedlicher Gesteine.
An der Erdoberfläche treten Scherzonen als bruchtektonische Verwerfungen auf.

## Generelle Einführung

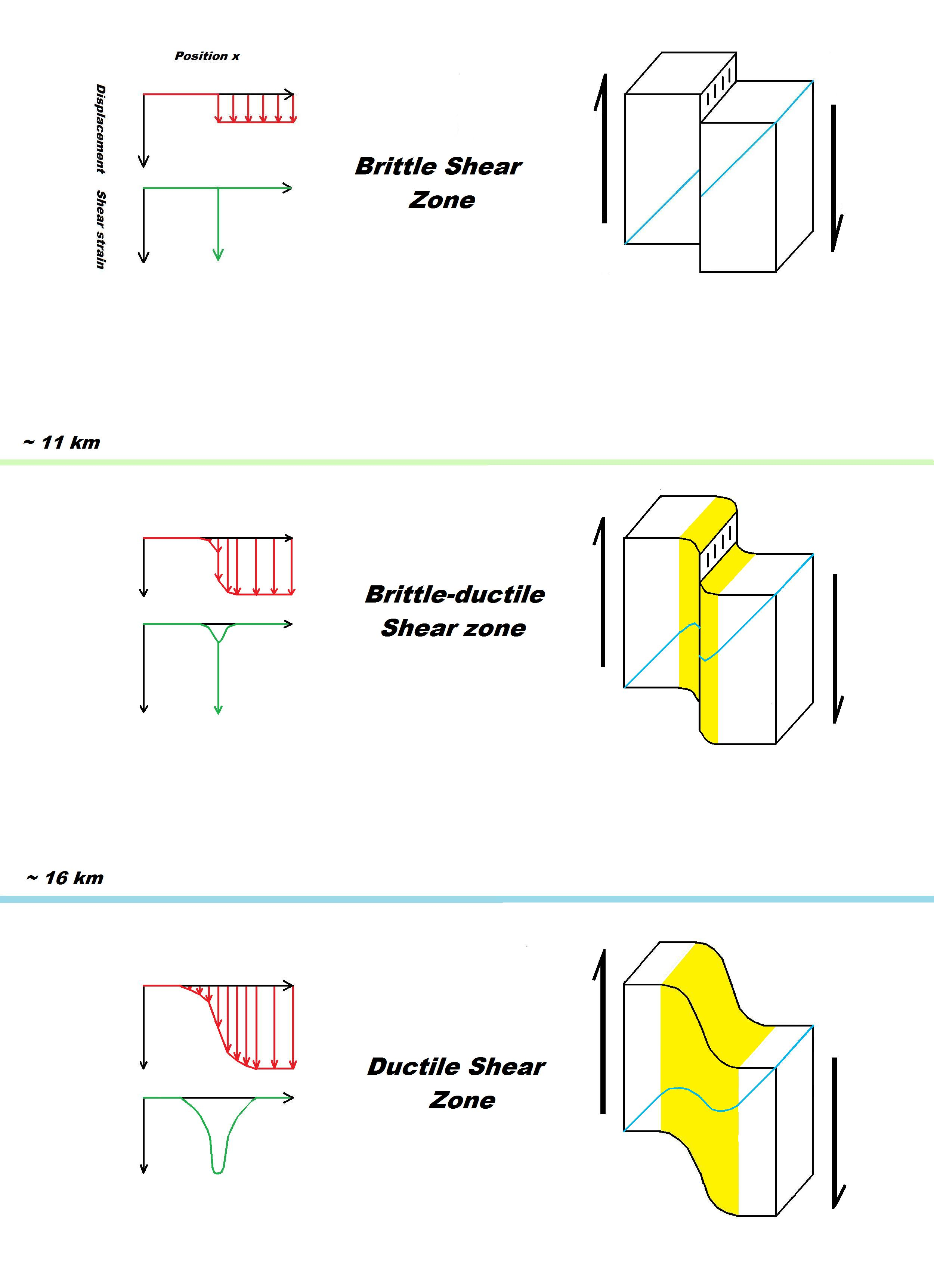
Schematische Darstellung der Änderung der Verformung an einer Scherzone mit zunehmender Krustentiefe. Oben: nur bruchhafte Verformung (entspricht einer Verwerfung). Mitte: plastische und bruchhafte Verformung. Unten: nur plastische Verformung (entspricht einer duktilen Scherzone). Verformungsfeld und Scherspannungsverteilung sind schematisiert wiedergegeben.

Eine Scherzone ist ein Bereich sehr starker Verformung (mit hoher Verformungsrate), der von Gesteinen mit wesentlich geringerer finiter Verformung umgeben wird. Ihr Längen- zu Breitenverhältnis ist größer als 5:1.
Scherzonen bilden ein weites Kontinuum geologischer Strukturen. Sie reichen von spröden Scherzonen (Störungen) über spröd-duktile Scherzonen und duktil-spröde Scherzonen hin zu rein duktilen Scherzonen. In spröden Scherzonen konzentriert sich die Verformung auf eine enge Bruchfläche zwischen benachbarten Gesteinsblöcken, wohingegen sich die Verformung in duktilen Scherzonen auf einen breiteren Bereich ausdehnt und dabei in ihrer Stärke zwischen den unverformten Blöcken kontinuierlich variiert. Zwischen diesen beiden Endgliedern des Kontinuums vermitteln die Zwischenstadien der spröd-duktilen und der duktil-spröden Scherzonen, die Mischformen der beiden Endglieder darstellen.
Dieses strukturelle Kontinuum spiegelt die verschiedenen Verformungsmechanismen in der Erdkruste wider – von spröder Bruchverformung an oder in der Nähe der Oberfläche hin zu duktilem, viskosem Fließen mit zunehmender Tiefe. Mit Erreichen der spröd-duktilen Übergangszone setzen erstmals duktile Verformungsmechanismen ein. Der Übergang erfolgt nicht abrupt, sondern verteilt sich über einen breiteren Tiefenbereich, in dem sprödes Brechen und duktiles Fließen zusammen auftreten. Die Hauptursache hierfür liegt im Aufbau von Gesteinen des Krustenbereichs begründet, die meist aus mehreren verschiedenen Mineralarten mit unterschiedlichem Verformungsverhalten zusammengesetzt sind. So setzt beispielsweise duktiles Verhalten bei Quarz wesentlich früher ein (d. h. bei niedrigerer Temperatur) als bei Feldspäten. Unterschiede in Lithologie, Korngröße und vorgegebenem Gefüge bestimmen folglich ein unterschiedliches rheologisches Verhalten. Aber auch rein physikalische Faktoren beeinflussen den Übergang spröd-duktil:
- Geothermische Tiefenstufe und somit die herrschende Temperatur.
- Druck (Einengungs- und Porenwasserdruck).
- Generelle Verformungsrate.
- Ausrichtung des Spannungsfeldes.

Gemäß dem Modell von Christopher H. Scholz setzen bei einer aus Quarz und Feldspäten aufgebauten Kruste (mit einem für Südkalifornien typischen geothermischen Gradienten) duktile Verformungsmechanismen bei etwa 11 Kilometer Tiefe und 300 °C ein. Die Übergangszone reicht anschließend bis zu einer Tiefe von etwa 16 Kilometer hinab, die herrschende Temperatur beträgt dort in etwa 360 °C. Unterhalb von 16 Kilometer kommen nur noch rein duktile Verformungen vor.
Die seismogene Zone, d. h. der Tiefenbereich, in dem gewöhnliche Erdbeben entstehen, bleibt auf den spröden Bereich, die sogenannte Schizosphäre, beschränkt. Nach Durchschreiten der Übergangszone folgt hierauf die Plastosphäre. Die seismogene Schicht zeichnet sich durch echte Kataklasite aus. Sie beginnt gewöhnlich bei 4 bis 5 Kilometer Tiefe unterhalb eines oberen Stabilitätsübergangs. Darüber sind so gut wie keine Bebenherde auszumachen. Die seismogene Schicht reicht sodann bis 11 Kilometer Tiefe. Große Erdbeben können aber sehr wohl bis an die Erdoberfläche und in die Übergangszone brechen, manchmal sogar noch bis in die Plastosphäre.

## Charakteristische Gesteine
Die in Scherzonen vonstattengehenden Verformungsprozesse sind verantwortlich für die Ausbildung unterschiedlicher Gefüge und Mineralzusammensetzungen. Diese spiegeln die herrschenden Druck- und Temperaturverhältnisse (p-T Pfad) während der Deformation und belegen außerdem den jeweiligen Bewegungssinn, das Fließverhalten und den spezifischen zeitlichen Ablauf der Verformungen. Scherzonen sind daher von sehr großer Bedeutung für das Verständnis der geologischen Entwicklungsgeschichte von Terranen.
Gewöhnlich werden in Scherzonen mit zunehmender Tiefe die folgenden Gesteinstypen angetroffen:
- Zusammenhanglose, von Störungen erzeugte Gesteine (Störungsletten, Störungsbrekzien, Kakirite)
- Zusammenhängende Störungsgesteine (Brekzien und Kataklasite)
- Glasige Pseudotachylite.

Sowohl Störungsletten als auch Kataklasite entstehen durch Abrasion an spröden, Erdbeben erzeugenden Störungen.
- Foliierte Mylonite (Phyllonite).
- Streifengneise

Mit Einsetzen des duktilen Verformungsverhaltens in der Übergangszone treten die ersten Mylonite auf. Sie sind durch adhäsive Abnutzungsvorgänge (engl. adhesive wear) entstanden. Pseudotachylite können in der Übergangszone ebenfalls noch entstehen, verschwinden aber bei Erreichen grünschieferfazieller Bedingungen, so dass schließlich nur noch Mylonite angetroffen werden. Streifengneise sind hochgradige Mylonite aus dem untersten Tiefenbereich von duktilen Scherzonen.

## Bewegungsrichtung und Bewegungssinn in Scherzonen
Der Bewegungssinn in Scherzonen (rechts- oder linksseitig) lässt sich anhand von makroskopischen und unzähligen mikroskopischen Strukturen feststellen. Hauptsächliche Indikatoren sind Harnische (Striemen, Rillen sowie Mineralbewuchs) und ferner Streck- und Minerallineare. Sie lassen die Bewegungsrichtung erkennen. Mittels des erfolgten Versatzes an Strukturen wie Schichtung oder Gängen kann dann der Bewegungssinn ermittelt werden. Das Umbiegen planarer Strukturen (Verschleppung) wie Schichtung oder Foliation in Richtung Scherzone stellt ebenfalls einen zuverlässigen Bewegungsindikator dar.
Gestaffelte Fiederspaltensysteme, charakteristisch für duktil-spröde Scherzonen, und Taschenfalten (engl. sheath folds) sind gleichermaßen makroskopische Bewegungsanzeiger.
Unter den mikroskopischen Indikatoren lassen sich folgende Strukturen anführen:
- Asymmetrische Druckschatten
- Asymmetrische Falten
- Foliation
- Dachziegellagerung (engl. imbrications)
- Bevorzugte Gitterausrichtung (engl. lattice preferred orientation – LPO)
- Porphyroklasten (ummantelt und mit Flügeln versehen)
- Glimmerfische (Foliationsfische)
- Pull-aparts
- Viertelstrukturen (engl. quarter structures)
- Scherbandschieferung (engl. shear band cleavage)
- Überlappungen (engl. step-over)

## Breite von Scherzonen und resultierender Seitenversatz
Die Breite individueller Scherzonen kann vom Korngrößen- bis zum Kilometerbereich variieren. Scherzonen, welche den gesamten Krustenbereich durchziehen, werden bis zu 10 Kilometer breit. Der an ihnen erfolgte Seitenversatz reicht von mehreren Zehnerkilometern bis zu über hundert Kilometer.
Spröde Scherzonen (Störungen) werden gewöhnlich mit der Tiefe breiter. Derselbe Effekt wird ebenfalls durch erhöhten Seitenversatz erzielt.

## Deformationserweichung und duktiles Verhalten
Das Kennzeichen von Scherzonen ist eine erhöhte Verformungsrate, die jedoch auf einen begrenzten Bereich im Gestein beschränkt bleibt. Damit das Gestein in diesem Bereich überhaupt plastisch reagieren kann, muss eine Art von Deformationserweichung (engl. strain softening) stattgefunden haben. Folgende Prozesse können zur Erweichung des Gesteins beitragen:
- Korngrößenverringerung.
- geometrisch bedingtes Erweichen.
- reaktionsbedingtes Erweichen.
- flüssigkeitsbedingtes Erweichen.

Eine Erhöhung der Duktilität sollte ohne Bruchverhalten vor sich gehen, um eine kontinuierliche Fließverformung zu gewährleisten. Folgende Deformationsmechanismen (auf Korngrößenebene) gewährleisten dies:
- Diffusionskriechen (verschiedene Arten).
- Dislokationskriechen (verschiedene Arten).
- Syntektonisch ablaufende Rekristallisationen.
- Drucklösungsprozesse.
- Korngrenzenverschiebungen (Superplastizität) und Korngrenzengebietsverringerungen.

## Vorkommen und Beispiele für Scherzonen

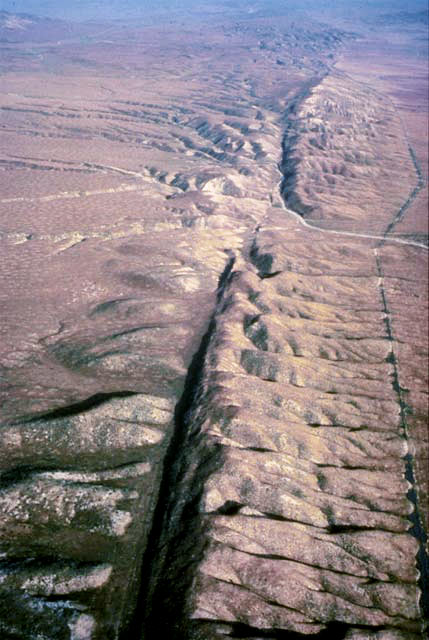
Die San-Andreas-Verwerfung in Kalifornien, eine bedeutende, rechtsseitig verschiebende Scherzone

Da Scherzonen sehr tief reichen können, werden sie in sämtlichen metamorphen Fazies angetroffen. Spröde Scherzonen (Störungen) sind in der Oberkruste überall gegenwärtig. Duktile Scherzonen beginnen im Grünschieferbereich und sind daher an metamorphe Terrane gebunden.
Scherzonen treten in folgenden geotektonischen Situationen auf:
- Unter Scherung erzeugte Horizontalverschiebungen – mehr oder weniger vertikal:
  - Seitenverschiebungen.
  - Transformstörungen.

- Unter Kompression erzeugte Störungen – mehr oder weniger horizontal:
  - überkippte Gleitfalten (Unterseite).
  - Subduktionszonen.
  - Deckenüberfahrungen (Unterseite)

- Unter Ausdehnung erzeugte Störungen – mehr oder weniger horizontal:
  - Abscherungen (beispielsweise an metamorphen Kernkomplexen)

Scherzonen sind weder an einen Gesteinstypus noch an einen bestimmten Zeitabschnitt gebunden. Sie treten gewöhnlich nicht vereinzelt auf, sondern bilden fraktale, miteinander verknüpfte, anastomisierende Netze, die in ihrer Ausbildung Auskunft über den herrschenden Bewegungssinn eines Terrans geben.
Gute Beispiele für Scherzonen des Seitenverschiebungstyps sind die Südarmorikanische Scherzone sowie die Nordarmorikanische Scherzone in der Bretagne und die Nordanatolische Störung in der Türkei. Scherzonen des Transformtyps sind die Totes-Meer-Störung in Israel, die San-Andreas-Verwerfung in Kalifornien und die Alpine Fault in Neuseeland. Ein Beispiel für den Deckentyp ist die Moine Thrust im nordwestlichen Schottland. Die Median Zone in Japan ist eine fossile Subduktionszone. Abscherungen des Kernkomplextyps sind sehr häufig im südöstlichen Kalifornien anzutreffen, so z. B. die Whipple Mountain Detachment Fault. Ein Beispiel für riesige vernetzte Scherzonen ist die Borborema-Scherzone im Nordosten Brasiliens.

## Bedeutung
Die Bedeutung von Scherzonen liegt in ihrer Größenordnung. Meist durchziehen diese Schwächezonen den gesamten Krustenbereich bis zur Moho und können selbst bis in den Oberen Mantel hinabreichen. Scherzonen können über sehr lange Zeiträume hinweg in Bewegung sein und zeigen daher oft auch mehrere sich zeitlich überlagernde Stadien. In Scherzonen kann Material auf- oder abwärts transportiert werden. Wichtigstes Reagens dürfte hier zweifelsohne Wasser sein, mit dem unterschiedlichste gelöste Ionen durch die Schwächezonen zirkulieren. Eine bedeutsame Folgeerscheinung ist die metasomatische Veränderung der Wirtsgesteine. Selbst die metasomatisch bedingte Anreicherung von Gesteinen des Oberen Mantels dürfte letztendlich auf Scherzonen zurückzuführen sein.
Scherzonen können ökonomisch wertvolle Mineralisierungen beherbergen, bestes Beispiel hierfür sind die bedeutenden
Goldlagerstätten des Präkambriums, die meist direkt an Scherzonen gebunden sind (Beispiele: Goldminen im Superior-Kraton, Kanada und im Yilgarn-Kraton in Westaustralien).